# 臺南市立圖書館總館
臺南市立圖書館總館是臺南市立圖書館系統總圖書館，位於臺灣臺南市永康區東橋重劃區。由臺南市政府自行籌資興建，建築樓高6層及地下2層。為全市最大的公共圖書館館舍及南臺南的大型圖書館，由臺南市政府文化局管理。新總館樓地板面積37000平方公尺，設有國際會議廳、烹飪教室等複合式空間，整合戶外公園全區共達1.5公頃，打造兒童主題景觀公園。館內規劃生活休閒、數位學習、創客空間、親子遊戲、五感體驗空間與「台南名人堂」，陳列8類203位歷史名人故事與文學作品，歷年收藏典籍與1萬6000多冊日本古文書也將收藏，2020年12月25日試營運，2021年1月2日正式開幕。

## 歷史
- 1919年：財團法人臺南公館附屬圖書館成立（臺南市公共圖書館前身），位於吳園西北角（中西區民權路二段30號）。
- 1974年：總館遷至臺南二中對面（北區公園北路3號）。
- 1999年8月26日：耗資100多萬，正式改為開架式書庫。
- 2015年3月30日：由於總館館舍興建迄今已逾40年，非常老舊且館藏量不足，已不符合現代化圖書館的需求，臺南市政府宣布市圖新總館將落腳永康東橋重劃區[7]。
- 2016年2月4日：國際競圖評選公布，由張瑪龍陳玉霖聯合建築師事務所和荷蘭麥肯諾建築師事務所合作的設計案獲得首獎。
- 2017年5月26日：新總館舉行動土典禮[1]。
- 2018年12月18日：新總館舉行上樑典禮[8]。
- 2020年12月25日：開始試營運[9]。
- 2021年1月1日：大台南公車紅10線新增繞駛班次、公共自行車T-Bike租賃站開始營運。
- 2021年1月2日：新總館正式開幕[10][11][12]。

## 樓層配置

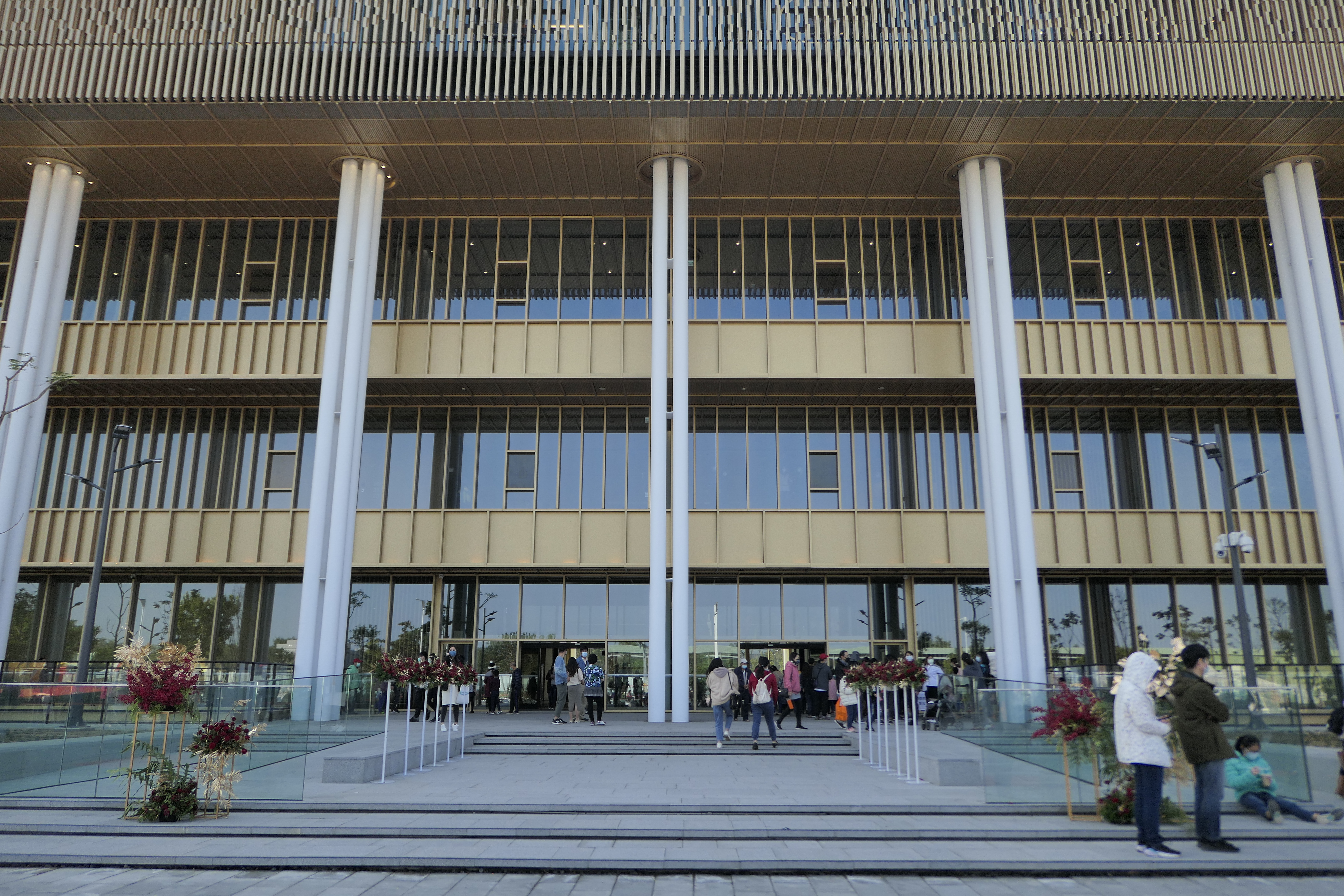
入口
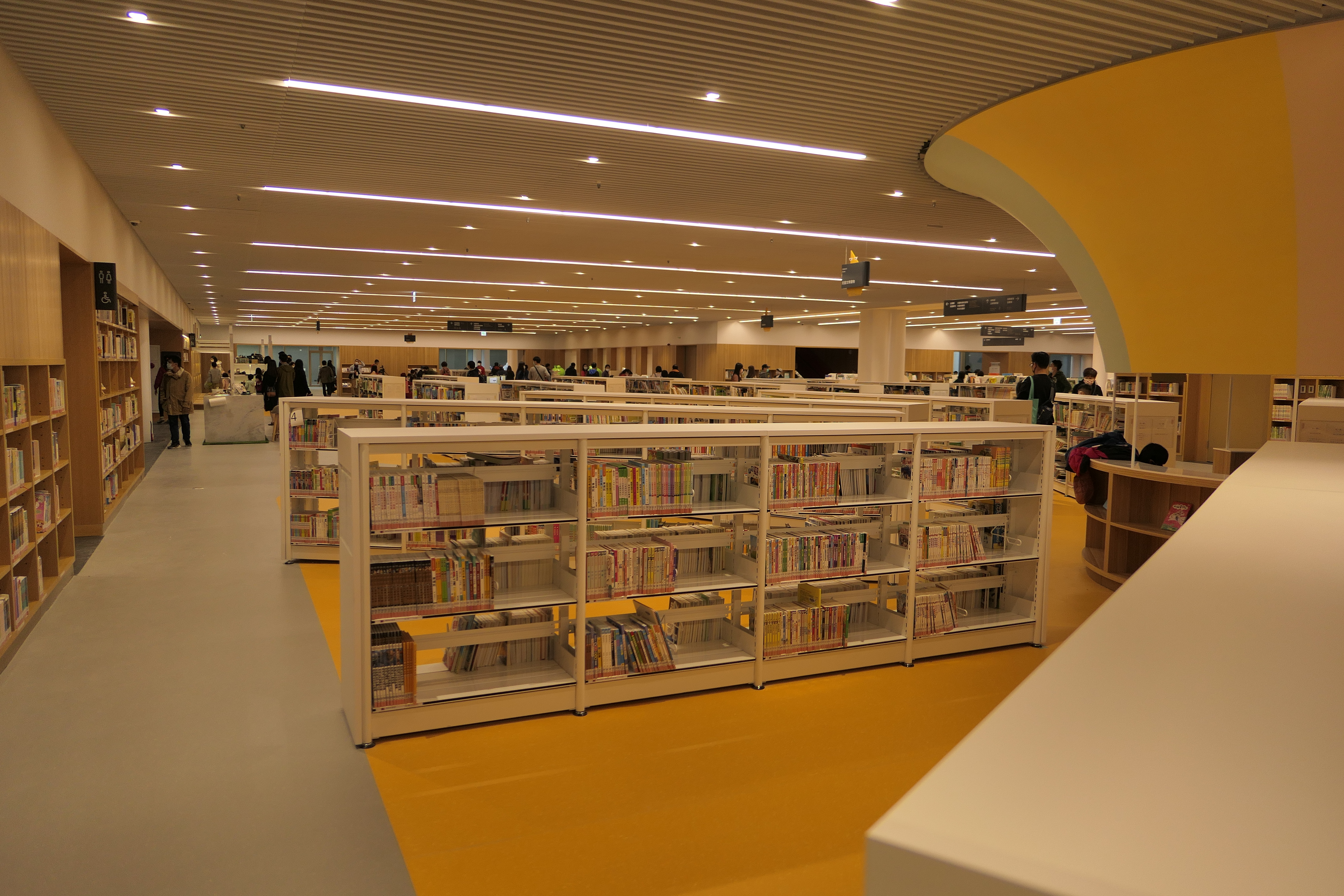
地下一樓
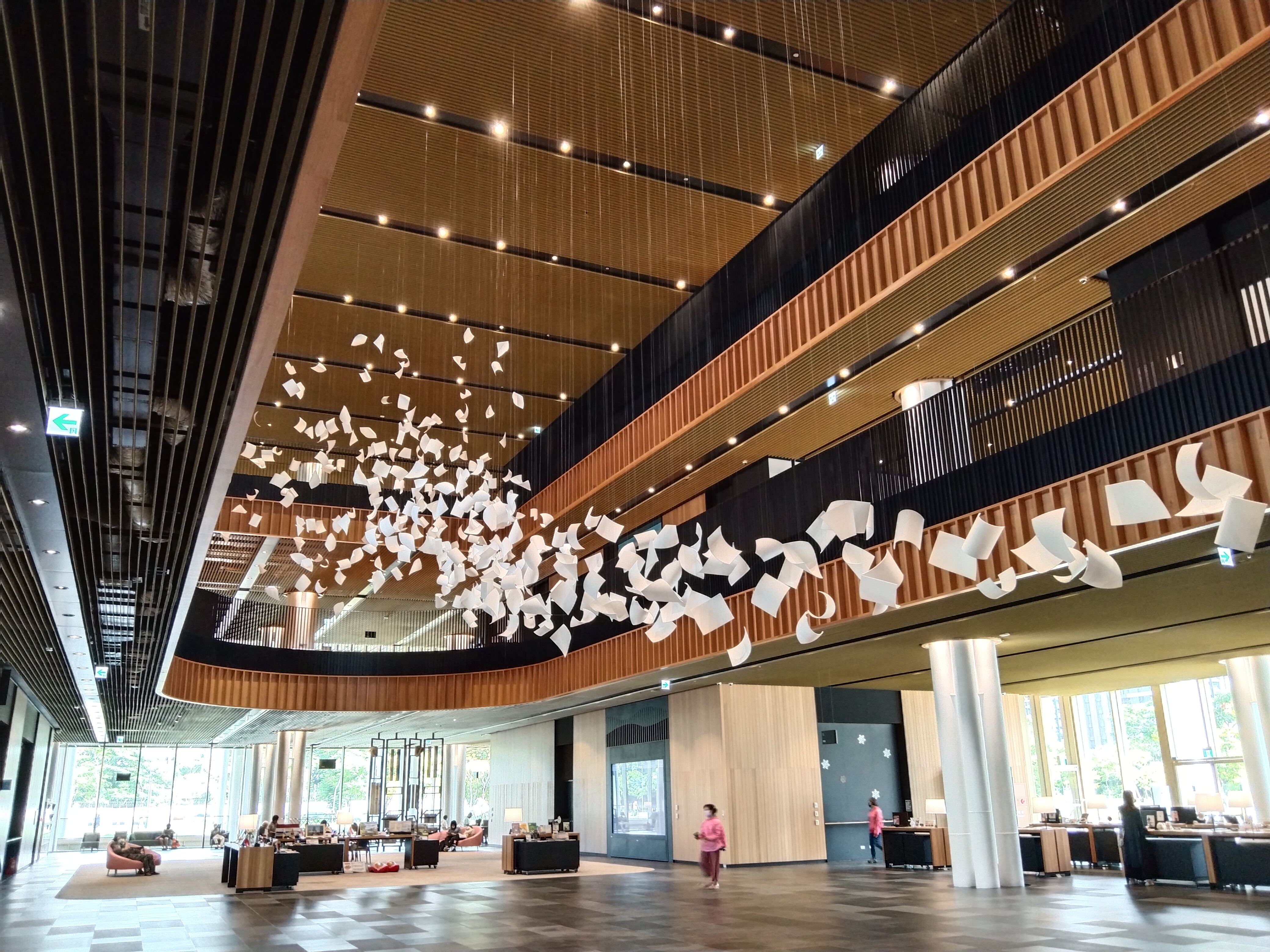
一樓大廳
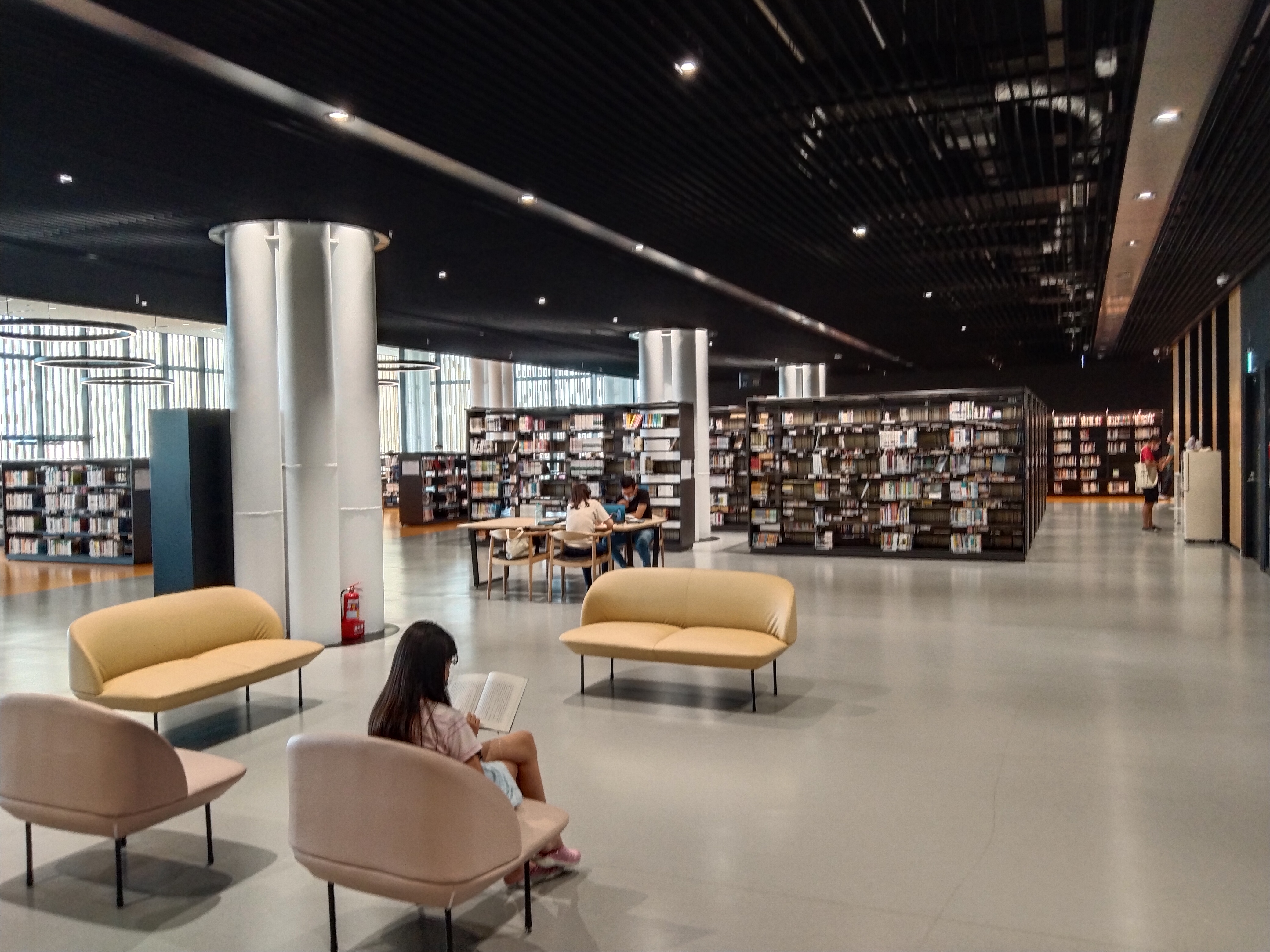
四樓閱讀區

| 樓層 | 書籍典藏項目                   | 設施                                                         |
| ---- | ------------------------------ | ------------------------------------------------------------ |
| 6F   | -                              | 哇劇場．拾光講堂．藝廊．會議室．行政區                       |
| 5F   | -                              | 行政區                                                       |
| 4F   | 中文圖書（600-900）．外文圖書  | 多功能室．創客空間．手作教室．文學沙龍．日文舊籍．臺南名人堂 |
| 3F   | 中文圖書（000-500）            | 臺南分區資源中心．志工室．討論室（301-307）                  |
| 2F   | 青少年區．漫畫區               | 上網區．數位學習區．視聽區．視障服務區．討論室（201-205）    |
| 1F   | 新書區．樂齡區．期刊區．報紙區 | 服務台．24H取還書區                                          |
| B1   | 兒童區                         | 故事窩．五感探索區．溫書窩．漫讀廣場．城市灶咖．餐廳         |
| B2   | 密集書庫                       | 停車場                                                       |

- 入口
- 地下一樓
- 一樓大廳
- 四樓閱讀區

## 交通資訊
- 臺鐵：康橋車站（規劃中）
- 大台南公車：15、901、902
- 臺南市公共自行車租賃系統（YouBike2.0）：
  - 臺南市立圖書館：42柱（康橋大道255號）

## 外部連結
- 臺南市立圖書館總館的Facebook專頁
- 臺南市公共圖書館 （页面存档备份，存于）